# Verwaltungsgemeinschaft Dirlewang
Die Verwaltungsgemeinschaft Dirlewang im schwäbischen Landkreis Unterallgäu besteht seit der Gemeindegebietsreform am 1. Mai 1978. Ihr gehören als Gemeinden an:
1. Apfeltrach, 956 Einwohner, 15,01 km²
2. Dirlewang, Markt, 2259 Einwohner, 23,25 km²
3. Stetten, 1464 Einwohner, 15,70 km²
4. Unteregg, 1391 Einwohner, 23,69 km²

Sitz der Verwaltungsgemeinschaft ist Dirlewang.

## Verkehr
Die Verwaltungsgemeinschaft ist verkehrstechnisch durch den Bahnhof Stetten an das Schienennetz der Deutschen Bahn, die Autobahnausfahrt Stetten sowie den Busknotenpunkt Dirlewang und die B16 an das deutsche Schienen- und Straßennetz angebunden.